# Ie (Noardeast-Fryslân)
Ie [ɪeː] (niederländisch Ee [eː]) ist ein Dorf in der Gemeinde Noardeast-Fryslân in der niederländischen Provinz Friesland. Ie befindet sich östlich von Dokkum und hat 835 Einwohner (Stand: 1. Januar 2024).
Es wird angenommen, dass sich Ie vom lateinischen aqua (Wasser) abgeleitet hat. Mit nur zwei Buchstaben ist Ie der kürzeste Ortsname in den Niederlanden.

## Geschichte
Ie wurde auf einer Warft errichtet und existierte wahrscheinlich schon vor 900, denn im Jahr 1980 wurden Reste von grau gekneteten Tonwaren gefunden. Seit 1580 findet kein römisch-katholischer, sondern ein protestantischer Gottesdienst in der Dorfkirche statt.
1879 hatte das Dorf 1085 Einwohner. Doch ging die Einwohnerzahl bis 1889 auf 993 zurück, weil der Ackerbau nicht mit dem gestiegenen Wettbewerb aus dem Ausland mithalten konnte.

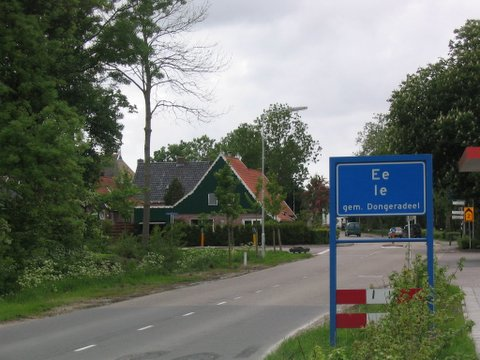
Die ehemalige Ortstafel von Ie.

## Gemeindepartnerschaft
Ie schloss mit Llanfairpwllgwyngyllgogerychwyrndrobwllllantysiliogogogoch – dem Ort mit dem längsten Ortsnamen Europas – und Y – einem französischen Ort mit dem kürzesten Kommunennamen Europas – eine Gemeindepartnerschaft.